# 2-氯-4-硝基苯胺
2-氯-4-硝基苯胺是一种有机化合物，化学式为C6H5ClN2O2。它可由4-硝基苯胺和盐酸、次氯酸钠反应制得，反应会同时生成副产物2,6-二氯-4-硝基苯胺。在催化下，它可以被氢气还原为2-氯-1,4-苯二胺。